# Suzanne Deve
Suzanne Devé, née le 14 décembre 1901 à Saint-Denis et morte le 12 avril 1994 à Sceaux, est une joueuse de tennis française des années 1920. À partir de 1930 elle est aussi connue sous son nom de femme mariée Suzanne Desloge après son mariage avec Louis Desloge.
En 1927, elle s'illustre lors de la Coupe Georges Gault au Tennis club de Paris en simple contre Simonne Mathieu, en double dames et en double mixte. Le comité de sélection de la Fédération française de tennis la classe alors à la place de n°1 française pour l'année 1928.
Associée à Sylvie Jung, elle a disputé la finale des Internationaux de France de tennis en double dames en 1928.

## Palmarès (partiel)

### Finales en double dames
| No | Date       | Nom et lieu du tournoi         | Catégorie | Surface      | Vainqueures                        | Partenaire           | Score    |          |
| -- | ---------- | ------------------------------ | --------- | ------------ | ---------------------------------- | -------------------- | -------- | -------- |
| 1  | 12/05/1921 | Championnat de France Paris    | G. Chelem | Terre (ext.) | Suzanne Lenglen Germaine Bourgeois | Marguerite Broquedis | 6-2, 6-1 | Parcours |
| 2  | 20/05/1928 | Internationaux de France Paris | G. Chelem | Terre (ext.) | Eileen Bennett Phoebe Holcroft     | Sylvie Jung          | 6-0, 6-2 | Parcours |

## Parcours en Grand Chelem (partiel)
Si l’expression « Grand Chelem » désigne classiquement les quatre tournois les plus importants de l’histoire du tennis, elle n'est utilisée pour la première fois qu'en 1933, et n'acquiert la plénitude de son sens que peu à peu à partir des années 1950.

### En simple dames
| Année | Championnat d'Australasie Championnat d'Australie | Championnat d'Australasie Championnat d'Australie | Championnat de France Internationaux de France | Championnat de France Internationaux de France | Wimbledon | Wimbledon | US National | US National |
| ----- | ------------------------------------------------- | ------------------------------------------------- | ---------------------------------------------- | ---------------------------------------------- | --------- | --------- | ----------- | ----------- |
| 1924  | -                                                 | -                                                 | 1/4 de finale                                  | M. Broquedis                                   | -         | -         | -           | -           |
| 1925  | -                                                 | -                                                 | 3e tour (1/8)                                  | Kitty McKane                                   | -         | -         | -           | -           |
| 1926  | -                                                 | -                                                 | 2e tour (1/8)                                  | Mary Kendall                                   | -         | -         | -           | -           |
| 1927  | -                                                 | -                                                 | 3e tour (1/8)                                  | Billie Tapscott                                | -         | -         | -           | -           |
| 1928  | -                                                 | -                                                 | 2e tour (1/16)                                 | P. Anderson                                    | -         | -         | -           | -           |
| 1930  | -                                                 | -                                                 | 1er tour (1/32)                                | Elizabeth Ryan                                 | -         | -         | -           | -           |

À droite du résultat, l’ultime adversaire.

### En double dames
| Année | Championnat d'Australasie Championnat d'Australie | Championnat d'Australasie Championnat d'Australie | Championnat de France Internationaux de France | Championnat de France Internationaux de France | Wimbledon | Wimbledon | US National | US National |
| ----- | ------------------------------------------------- | ------------------------------------------------- | ---------------------------------------------- | ---------------------------------------------- | --------- | --------- | ----------- | ----------- |
| 1921  | -                                                 | -                                                 | All comer's finale M. Broquedis                | S. Lenglen G. Bourgeois                        | -         | -         | -           | -           |
| 1922  | -                                                 | -                                                 | 1/2 finale G. Cousin                           | D. Speranza Contostavlos                       | -         | -         | -           | -           |
| 1924  | -                                                 | -                                                 | 1/2 finale Marie Conquet                       | M. Broquedis Y. Bourgeois                      | -         | -         | -           | -           |
| 1925  | -                                                 | -                                                 | 1/4 de finale Marie Conquet                    | E. Harvey M. McIlquham                         | -         | -         | -           | -           |
| 1926  | -                                                 | -                                                 | 2e tour (1/8) Marie Conquet                    | Ilona Peteri C. Bouman                         | -         | -         | -           | -           |
| 1927  | -                                                 | -                                                 | 1/4 de finale Marie Conquet                    | Simone Amaury M. Rosenbaum                     | -         | -         | -           | -           |
| 1928  | -                                                 | -                                                 | Finale Sylvie Jung                             | E. Bennett P. Holcroft                         | -         | -         | -           | -           |
| 1930  | -                                                 | -                                                 | 1er tour (1/16) Marie Conquet                  | G. Charnelet P. Guillier                       | -         | -         | -           | -           |

Sous le résultat, la partenaire ; à droite, l’ultime équipe adverse.

### En double mixte
| Année | Championnat d'Australie | Championnat d'Australie | Internationaux de France   | Internationaux de France   | Wimbledon | Wimbledon | US National | US National |
| ----- | ----------------------- | ----------------------- | -------------------------- | -------------------------- | --------- | --------- | ----------- | ----------- |
| 1928  | -                       | -                       | 1er tour (1/16) A. Gentien | Evelyn Colyer Nigel Sharpe | -         | -         | -           | -           |
| 1930  | -                       | -                       | 3e tour (1/8) A. Gentien   | E. Ryan Jean Borotra       | -         | -         | -           | -           |

Sous le résultat, le partenaire ; à droite, l’ultime équipe adverse.